# Johann Wolfgang von Goethe
Johann Wolfgang von Goethe (pronunciado /ˈjoːhan ˈvɔlfɡaŋ fɔn ˈɡøːtə/ⓘ; Fráncfort del Meno, 28 de agosto de 1749-Weimar, 22 de marzo de 1832) fue un polímata, dramaturgo, novelista, poeta, filósofo y naturalista alemán, principal representante del Clasicismo de Weimar, y considerado ampliamente el escritor más grande e influyente de la lengua alemana. Su obra ha ejercido una profunda influencia en el pensamiento literario, político y filosófico del mundo occidental desde finales del siglo XVIII hasta la actualidad.  Ejerció una gran influencia sobre el Romanticismo, especialmente sobre el Círculo de Jena. Fue el principal miembro del movimiento Sturm und Drang.
Goethe se instaló en Weimar en 1775 tras el éxito de su primera novela, Las penas del joven Werther (1774), y se integró en un próspero ambiente intelectual y cultural bajo el patrocinio de la duquesa Ana Amalia, que sentó las bases del clasicismo de Weimar. Fue ennoblecido por Carlos Augusto, duque de Sajonia-Weimar, en 1782. Goethe fue uno de los primeros en participar en el movimiento literario Sturm und Drang. Durante sus primeros diez años en Weimar, Goethe se convirtió en miembro del consejo privado del duque (1776-1785), formó parte de las comisiones de guerra y carreteras, supervisó la reapertura de las minas de plata en la cercana Ilmenau e implementó una serie de reformas administrativas en la Universidad de Jena. También contribuyó a la planificación del jardín botánico de Weimar y a la reconstrucción de su Palacio Ducal.
La primera obra científica importante de Goethe, Intento de explicar la metamorfosis de las plantas, se publicó tras su regreso de un viaje por Italia en 1788. En 1791 fue nombrado director general del teatro de Weimar, y en 1794 entabló amistad con el dramaturgo, historiador y filósofo Friedrich Schiller, cuyas obras estrenó hasta el fallecimiento de este en 1805. Durante este período, Goethe publicó su segunda novela, Los años de aprendizaje de Wilhelm Meister, la epopeya en verso Hermann y Dorotea, y, en 1808, la primera parte de su obra de teatro más célebre, Fausto. Sus conversaciones y diversas experiencias compartidas a lo largo de la década de 1790 con Schiller, Johann Gottlieb Fichte, Johann Gottfried Herder, Alexander von Humboldt, Wilhelm von Humboldt y August y Friedrich Schlegel se han denominado colectivamente Clasicismo de Weimar. 
Goethe es la única figura literaria alemana cuyo alcance y prestigio internacional igualan a los de los filósofos más importantes de Alemania (quienes a menudo se han inspirado en sus obras e ideas) y compositores (quienes a menudo han musicalizado sus obras).  En la cultura literaria de los países de habla alemana, ha ocupado una posición tan dominante que, desde finales del siglo XVIII, sus escritos se han descrito como «clásicos». En palabras de George Eliot (1819-1880), «el más grande hombre de letras alemán... y el último verdadero hombre universal que caminó sobre la Tierra». Sus novelas, poesías, dramas e incluso controvertidos tratados científicos, sirvieron como constante fuente de inspiración para todo tipo de obras.  La novela Wilhelm Meister fue citada por Arthur Schopenhauer como una de las cuatro mejores novelas jamás escritas junto con Tristram Shandy, La Nouvelle Heloïse y Don Quijote, mientras que el filósofo y ensayista estadounidense Ralph Waldo Emerson incluyó a Goethe como uno de los seis «hombres representativos» en su obra homónima (junto con Platón, Emanuel Swedenborg, Michel de Montaigne, Napoleón y William Shakespeare). Los comentarios y observaciones de Goethe constituyen la base de varias obras biográficas, en particular Conversaciones con Goethe (1836) de Johann Peter Eckermann. Sus poemas han sido musicalizados por numerosos compositores, entre ellos Wolfgang Amadeus Mozart, Ludwig van Beethoven, Franz Schubert, Hector Berlioz, Franz Liszt, Richard Wagner y Gustav Mahler. Su apellido da nombre al Goethe-Institut, organismo encargado de difundir la lengua y cultura alemana en todo el mundo, equivalente al Instituto Cervantes.
Desde una perspectiva europea, aparece como el representante central e insuperable del movimiento romántico, en su sentido más amplio. Podría decirse que mantiene la misma relación con la cultura de la época que comenzó con la Ilustración y continúa hasta nuestros días que la de William Shakespeare con la cultura del Renacimiento o la de Dante con la cultura de la Alta Edad Media. Su Fausto, aunque eminentemente teatral con una edición adecuada, es también el poema extenso más grande de Europa desde El paraíso perdido de John Milton, si no desde La divina comedia de Dante. Existe, sin embargo, una fortísima crítica española a Goethe que arranca de un célebre ensayo de José Ortega y Gasset: Pidiendo un Goethe desde dentro (1932).

## Datos biográficos
El propio Goethe narró su vida en un libro autobiográfico, Dichtung und Wahrheit (Poesía y verdad) (1811 y ss.), que llega hasta el año 1775, cuando se pone al servicio del príncipe heredero Carlos Augusto en Weimar.

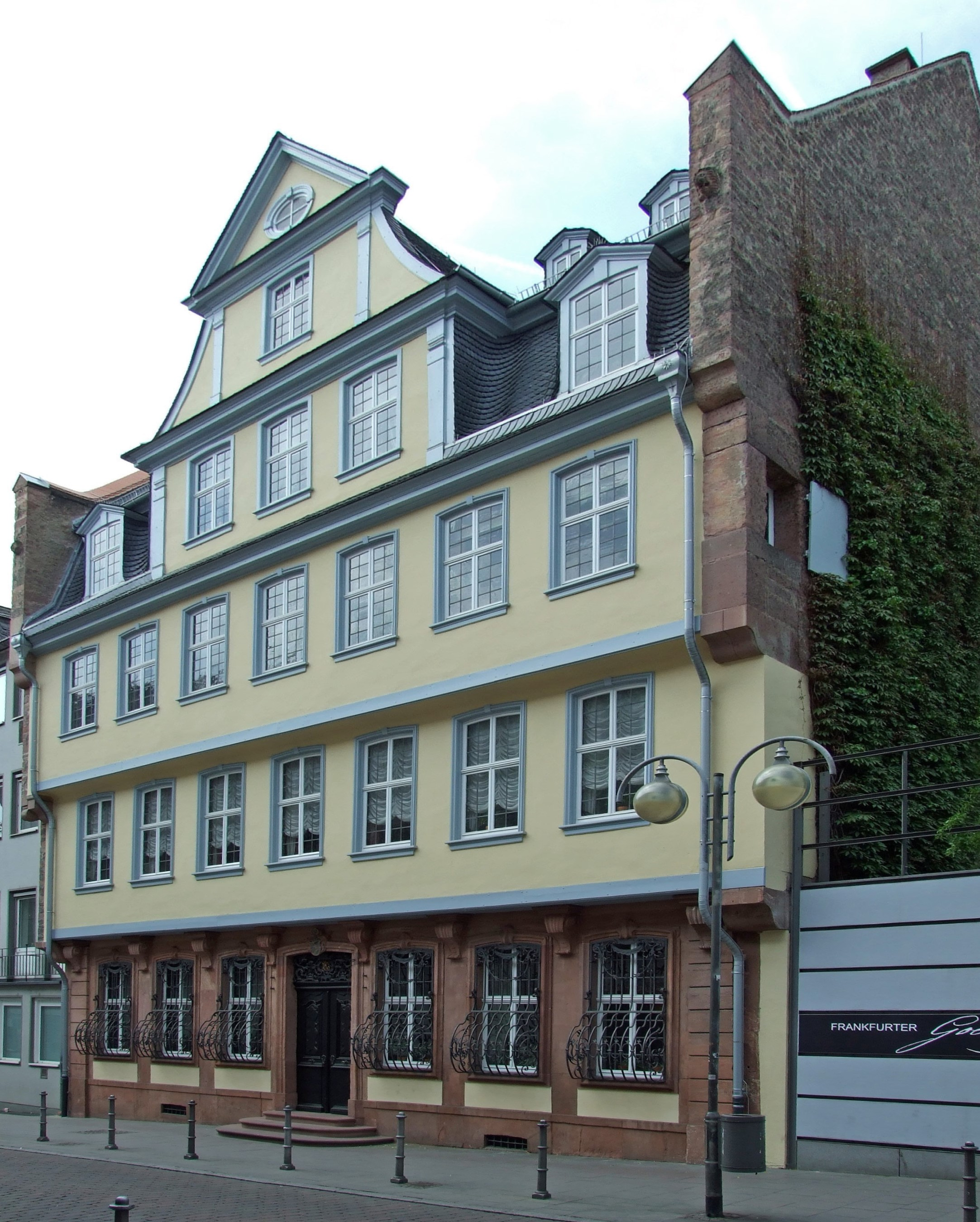
Casa natal de Goethe en Fráncfort, reconstruida tras la II Guerra Mundial.

Nació en Fráncfort del Meno (Frankfurt am Main), hijo de Johann Caspar Goethe, doctor en derecho y consejero imperial (título honorario) que se retiró de la vida pública y educó a sus hijos él mismo, bajo la máxima de no perder el tiempo en lo más mínimo, y de Katharina Elisabeth Textor, hija del burgomaestre de Fráncfort. Estas vinculaciones familiares le pusieron en contacto desde niño con el patriciado urbano y la vida política.
Considerado superdotado y provisto de una enorme y enfermiza curiosidad, hizo prácticamente de todo y llegó a acumular una muy amplia cultura. En primer lugar estudió lenguas, aunque era más aficionado al arte y nunca, a lo largo de toda su vida, dejó de cultivar el dibujo. Al tiempo que escribía sus primeros poemas, se interesó por otras ramas del conocimiento como la geología, la química y la medicina.
Goethe estudió Derecho en Leipzig (1765); allí conoció los escritos de Winckelmann sobre arte y cultura griegas, pero una grave enfermedad le obligó a dejar los estudios en 1768 y volver a Fráncfort. Katharina von Klettenberg, amiga de su madre, lo cuidó y lo introdujo en el misticismo pietista, que ponía énfasis en el sentimiento dentro de la confesión protestante; por entonces compuso sus primeros poemas. Volvió a la Universidad en 1770, en Estrasburgo, y  al año siguiente entregó su tesis doctoral, que versaba sobre la relación entre el Estado y la Iglesia. Los teólogos de Estrasburgo consideraron el escrito escandaloso; uno de ellos calificó a Goethe de "demente que desprecia la religión". El Decano de la Facultad recomendó a Goethe que retirase la tesis; al mismo tiempo, la Universidad le ofreció la posibilidad de obtener la licenciatura. Para este título solo necesitaba plantear y defender unas pocas tesis, y así lo hizo. En una de estas tesis Goethe trató la cuestión de si debería condenarse a la muerte a la madre que mata a su hijo, tema que más tarde aparece, en forma artística, en su obra de la tragedia de Gretchen.
Esos dos años allí fueron muy importantes para él: conoció a Friederike Brion, que le inspiró la mayoría de sus personajes femeninos, y trabó amistad con el teólogo y teórico del arte y la literatura Johann Gottfried von Herder. Herder despertó su interés en la poesía popular alemana, le descubrió el universo de Shakespeare y le liberó definitivamente del neoclasicismo francés y de la confianza en la razón de la Aufklärung (Ilustración) alemana.[cita requerida]
Empezó a hacer prácticas de abogacía en Wetzlar y colaboró con Herder en la redacción del manifiesto fundador del movimiento Sturm und Drang («Tempestad e ímpetu»), considerado el preludio del Romanticismo en Alemania: Sobre el estilo y el arte alemán (1772). En esta obra se reivindica la poesía de James MacPherson (Ossian) y de Shakespeare. Otra vez de vuelta en Fráncfort, escribió la tragedia Götz von Berlichingen (1773) y al año siguiente su novela Las penas del joven Werther (1774). La inspiración del Werther la había encontrado a mediados de 1772, cuando hacía prácticas de abogacía en el tribunal de Wetzlar: se había enamorado de Charlotte Buff, novia y prometida de su colega, también abogado en prácticas, Johann Christian Kestner, y Karl Wilhelm Jerusalem, otro abogado atormentado por un amor no correspondido, se suicidó utilizando una pistola prestada por Kestner. Goethe unió ambas historias para su novela Werther, en parte epistolar, y tuvo tal éxito al representar en la figura del protagonista el desencanto de las jóvenes generaciones, que provocó una epidemia de suicidios de adolescentes en el país.
El mismo año que el Werther (1774), Goethe publicó su drama Clavijo mientras intentaba abrir con poca fortuna un bufete de abogado en Fráncfort, y en la primavera de 1775 se comprometió con la hija de un banquero de la ciudad, Lili Schönemann. Sin embargo, las diferencias sociales y de estilo de vida entre ambas familias terminaron por desbaratar este compromiso, que no llegó a desembocar  en matrimonio. El noviazgo acabó en el otoño de ese mismo año y, ansioso de escapar de este ambiente, el fallido esposo no dudó en aceptar la invitación a la Corte de Weimar de Carlos Augusto de Sajonia-Weimar-Eisenach, heredero del ducado de Sajonia-Weimar. Tras publicar su Stella (1775), marchó inmediatamente hacia Weimar, huyendo en la práctica de dos situaciones: el compromiso sentimental con Lili Schönemann y el ejercicio de la abogacía.

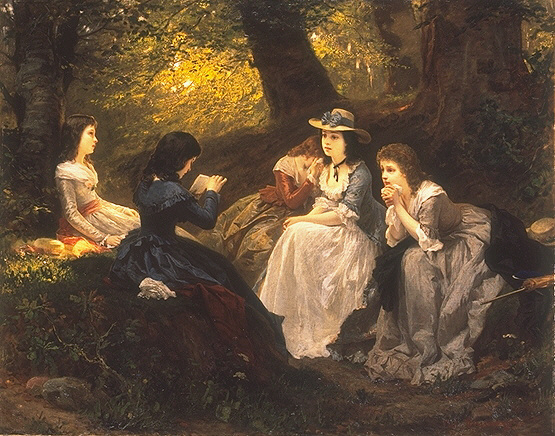
Leyendo el Werther, de Wilhelm Amberg, 1870.

Al servicio del príncipe heredero Carlos Augusto fijará su residencia en Weimar ya hasta su muerte. No obstante, las numerosas tareas que este le encomendaba le hicieron abandonar la literatura durante casi diez años, a pesar de que Ana Amalia de Brunswick-Wolfenbüttel, madre de Carlos Augusto, había puesto en pie un círculo de intelectuales con el preceptor de su hijo, Wieland, y lo amplió al incluir en él a Goethe y posteriormente a intelectuales tan destacados como Herder y Friedrich von Schiller; fugazmente pasaron también por allí Jakob Michael Reinhold Lenz y Friedrich Maximilian Klinger. Goethe destacó enseguida y pasó de ser consejero secreto de legación (1776) a consejero secreto (1779), y finalmente se convirtió en una especie de ministro supremo. Otra de sus funciones fue la supervisión de la Biblioteca ducal, que bajo su dirección llegó a ser una de las más importantes de toda Alemania.
Inicia en esa época sus investigaciones científicas. Interesado por la óptica, concibió una teoría distinta a la de Isaac Newton sobre los colores y también investigó en geología, química y osteología, disciplina esta última en que descubrió el hueso intermaxilar en marzo de 1784, que pone una de las primeras piedras en la teoría de la evolución del hombre, aunque en esto se le adelantó por muy poco el anatomista francés Vicq d'Azyr, lo que le supuso una gran frustración. Las cartas a Charlotte von Stein dan fe de su actividad en esta época de su vida, dedicada a todo tipo de encargos y gestiones para reformar el muy pequeño y humilde Estado de Weimar.
Desde un puesto tan importante tuvo la oportunidad de relacionarse con la alta aristocracia y conoció a personajes notables, como Napoleón Bonaparte, Ludwig van Beethoven y Arthur Schopenhauer. En 1782 el propio Duque Carlos Augusto antepuso a su apellido la preposición von, y le entregó su diploma de noble pese a las protestas de la nobleza, para que formara parte de la Corte con un cargo equiparable al de los restantes ministros, pertenecientes todos a ella.
Ingresó en la masonería el 23 de junio de 1780 dentro de la efímera logia Amalia, que abatió columnas dos años después. En 1830, dos años antes de su muerte, Goethe compuso un poema titulado Para la fiesta de San Juan de 1830 en ocasión de celebrarse su cincuentenario como miembro de la masonería. Se considera que su condición de masón, así como otras aficiones que al parecer cultivó, influyeron en su obra, especialmente en Fausto.
Por otra parte, seguía profundizando en el estudio del teatro de William Shakespeare y de Pedro Calderón de la Barca, algunas de cuyas obras (por ejemplo, El príncipe constante de Calderón) hizo representar con éxito como encargado del teatro en la Corte de Weimar; en estas funciones empezó a cartearse con Schiller. Las lecturas teatrales de estos autores amplían notablemente los horizontes de su espíritu. Le domina además el entusiasmo ante la falsa poesía céltica de Ossian y escribe un famoso monólogo del gran dios del Romanticismo, Prometeo, que personificaba el genio rebelde de los creadores y del cual se sintió justamente orgulloso: 

Fue como la mecha que provocara el estallido que descubrió y sacó a plena luz las más secretas condiciones de hombres dignos.
Poesía y verdad, lib. XV.

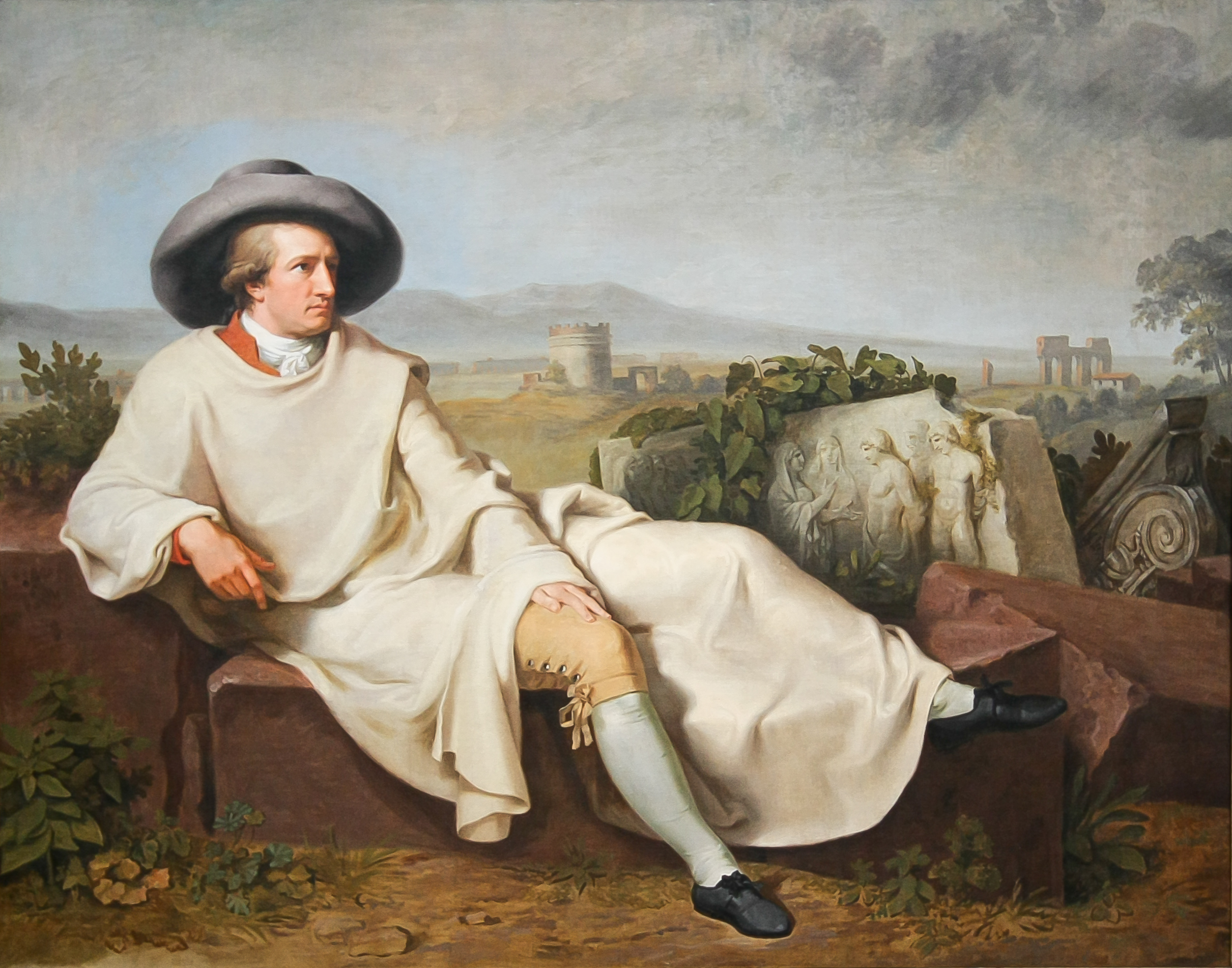
Goethe en la campiña romana (1787), por Johann Heinrich Wilhelm Tischbein. Óleo sobre lienzo, 164 x 206 cm.

Así fue en efecto, en lo referido al movimiento conocido como titanismo, uno de cuyos más preclaros representantes fue Giacomo Leopardi. Merced a Goethe, Weimar se convirtió en el auténtico centro cultural de Alemania; allí compuso poemas inspirados por Charlotte von Stein y empezó la redacción de sus obras más ambiciosas, como sus dramas Ifigenia en Táuride (1787), Egmont y Fausto, que luego revisaría a fondo tras la profunda impresión que recibió en su trascendental viaje a Italia (1786-1788), el cual tornó su desequilibrada estética romántica en equilibrio clásico. Empezó en Venecia, donde compuso sus Epigramas venecianos, y terminó en Roma; allí estudió a fondo la cultura grecolatina, de esta época son sus Elegías romanas. El viaje a Italia supone el comienzo de su periodo clásico.[cita requerida]
Sin embargo, a su regreso a Weimar en 1788 se encuentra con una gran oposición a su nueva estética, el llamado clasicismo de Weimar; es más, se forma un cierto escándalo cuando llega a divulgarse que desde ese mismo año vive amancebado con una joven, Christiane Vulpius (1765-1816), que le dio al año siguiente un hijo, Julius August Walther von Goethe (1789-1830). Cuatro hijos más nacerían, pero todos murieron a los pocos días. Goethe legitimó a su único hijo en 1800.[cita requerida]

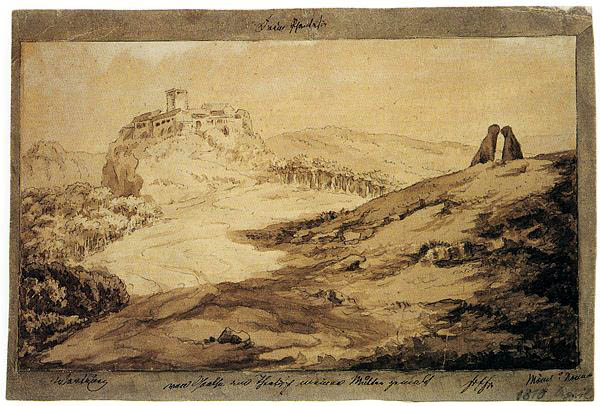
Wartburg mit Mönch und Nonne (Wartburg con un monje y una monja) pintado por Goethe. Obra datada el 14 de diciembre de 1807.

No abandonó completamente su pretensión de labrarse una carrera científica. En Zur Farbenlehre, 1810, intentó refutar con poca fortuna la teoría de los colores de Newton. En el primer volumen de esta obra se halla la que es sin duda la primera historia general de la ciencia.[cita requerida]
Dirigió el teatro ducal entre 1791 y 1813, y a raíz de este cargo conoció en 1794 al dramaturgo Friedrich von Schiller, con el que mantuvo una larga amistad y cierta correspondencia epistolar hasta la muerte de este en 1805. Schiller publicó las hasta entonces inéditas Elegías romanas de Goethe en su periódico Las Horas, en 1795. También imprimió la novela Los años de aprendizaje de Wilhelm Meister (1796) y la novela en verso Hermann y Dorothea (1798). Schiller animó a Goethe a que prosiguiera en la gran obra de su vida, el Fausto, poema que no paraba de corregir y ampliar y cuya primera versión apareció en 1808. Dos años antes ya se había casado con Christiane Vulpius, quizá para acallar a quienes criticaban su estilo de vida. Es probable que el hecho más importante  de esta época de su vida fuera su entrevista en Erfurt con Napoleón I en 1808, cuando el ejército francés ocupaba parte del territorio prusiano en el marco de las guerras napoleónicas.[cita requerida]
La Revolución francesa supuso para Goethe un gran trastorno. Algunos de sus epigramas venecianos ya tratan este tema, pero como su pensamiento se hallaba por completo imbuido del equilibrio y armonía del clasicismo y veía el ser como una totalidad orgánica a partir de la filosofía de Kant, el desarrollo de la revolución y el cambio provocado por la violencia le parecían una atrocidad. Eso se plasmó en algunas obras de entonces, como la colección de novelitas breves Conversaciones de emigrados alemanes (1795), la obra épica Germán y Dorotea (1797) y la tragedia La hija natural (1799 y ss.). Algo después aparecieron las novelas de madurez: Las afinidades electivas (1809) y Los años de peregrinaje de Wilhelm Meister (1821, revisado en 1829), así como un diario de su viaje por Italia, Viajes italianos (1816), su autobiografía Poesía y verdad en varias entregas (1811-1833) y un poemario, Diván de Oriente y Occidente (1819), donde se deja sentir algo el influjo de la poesía oriental. Goethe murió en Weimar el 22 de marzo de 1832. La versión final de su gran poema coral Fausto apareció póstuma ese mismo año.[cita requerida]
En cuanto a su carrera literaria, Goethe la inició en el seno de un exasperado Romanticismo deudor del Sturm und Drang, cuya obra más representativa se encargó de escribir él mismo: Las penas del joven Werther. El viaje a Roma supuso para él ir arrinconando esa estética en una evolución que le hizo al cabo renegar del Romanticismo e identificarse con el equilibrio clásico grecolatino, lo que puso fin a su tormentosa vida interior. Fue esa la revelación del Clasicismo, verdadera raíz con la que podía identificarse la cultura alemana. «Ahora comprendo el sentido del mármol», escribirá en una de sus Elegías romanas.[cita requerida]
De ese viaje por Italia son fruto también los Epigramas venecianos, entre los cuales hay algunas meditaciones profundas sobre la contemporánea Revolución francesa o el significado de la vida y de la cultura. La postura política de Goethe es, sin embargo, conservadora: «prefiero la injusticia al desorden», escribirá. Eso le supuso algunos recelos por parte de otros artistas a los que no les importaba en lo más mínimo no acordarse con su contexto social, como por ejemplo Beethoven. En las dos versiones de su complejo y grandioso Fausto se encuentra el último mito que fue capaz de engendrar la cultura europea, el de cómo la grandeza intelectual y la sed omnímoda de saber pueden, sin embargo, engendrar la miseria moral y espiritual. Por otra parte, en la lectura y estudio de Spinoza encuentra también un consuelo al desequilibrio romántico que le embargaba, como cuenta en Poesía y verdad, donde se extiende en comentar especialmente su frase de que «quien bien ama a Dios, no debe exigir que Dios le ame a él».[cita requerida]
Goethe disfrutó ya en vida de fama, respeto, prestigio y admiración. Delacroix le retrató en una litografía en 1827, aparte de ilustrar Fausto y Götz von Berlichingen. Por ello, fueron muchos los jóvenes de su época que quisieron conocerle en persona o, como suele decirse pedantemente: vera effigies. Por otra parte, su secretario, Eckermann, anotaba cuidadosamente sus conversaciones con el maestro a lo largo de los años y escribió unas Conversaciones con Goethe, donde aparecen reflejadas las opiniones que en sus últimos años sostuvo sobre esas visitas y también sobre todo lo divino y lo humano. El filósofo George Santayana escribió sobre él:[cita requerida]

Goethe fue el hombre más ilustrado de la humanidad; demasiado ilustrado acaso para ser un filósofo en el sentido técnico del vocablo o para someter ese mundo salvaje a la ortopedia de una terminología sutilmente cerebral.

## Fausto

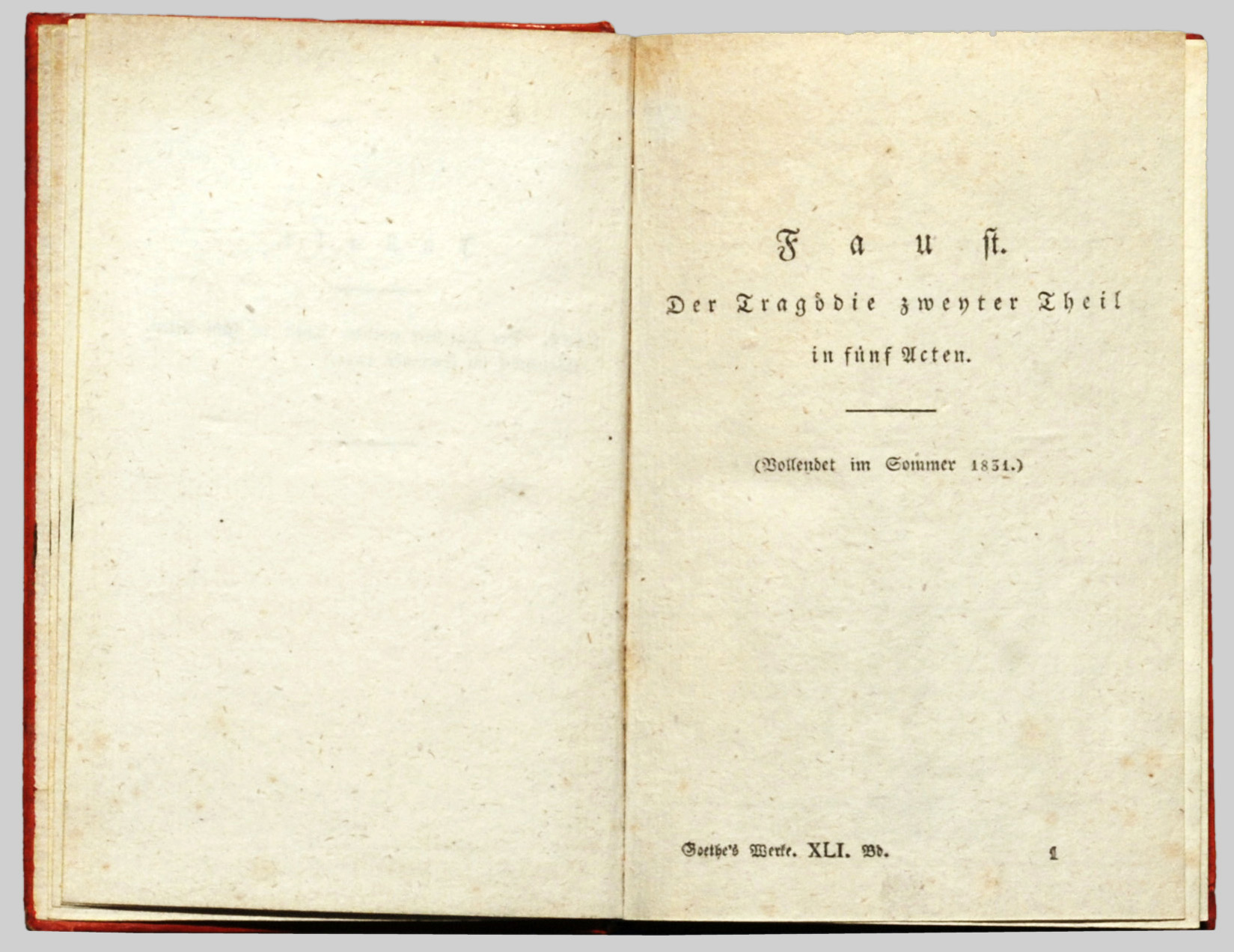
Fausto, segunda parte, primera edición en 1832.

La mejor obra dramática de Goethe es sin duda el Fausto, que ha pasado a ser una obra clásica de la literatura universal. La primera versión, el Urfaust o Fausto original, estaba acabada en 1773. Pero el autor la siguió retocando hasta 1790, año en que publicó un fragmento; ya en abril de 1806 estaba completo, pero las guerras napoleónicas demoraron dos años la publicación hasta 1808; la segunda versión o segunda parte solo sería publicada en 1833, un año después del fallecimiento del autor. La tragedia Fausto original se articula en torno a dos centros fundamentales; el primero es la historia de cómo Fausto, fatigado de la vida y decepcionado de la ciencia, hace un pacto con el diablo que le devuelve la juventud a cambio de su alma; el segundo es la historia de amor entre Fausto y Gretchen, también llamada Margarita, que Mefistófeles manipula de forma que Fausto llegue al homicidio —mata al hermano de su amada— y Gretchen tenga un embarazo indeseado, que le conduce primero al infanticidio y luego a ser ejecutada por asesinar a su hijo. 
La historia empieza en el cielo, donde Mefistófeles hace un pacto con Dios: dice que puede desviar al ser humano favorito de Dios (Fausto), que está esforzándose en aprender todo lo que puede ser conocido, lejos de propósitos morales. La siguiente escena tiene lugar en el estudio de Fausto donde el protagonista, desesperado por la insuficiencia del conocimiento religioso, humano y científico, se vuelve hacia la magia para alcanzar el conocimiento infinito. Sospecha, sin embargo, que su intento no está obteniendo resultados. Frustrado, considera el suicidio, pero lo rechaza cuando escucha el eco del comienzo de la cercana Pascua. Va a dar un paseo con su ayudante Wagner y es seguido a casa por un caniche vulgar. En el estudio de Fausto el caniche se transforma en el diablo. Fausto hace un trato con él: el demonio hará todo lo que Fausto quiera mientras esté en la tierra, y a cambio Fausto servirá al demonio en la otra vida. El trato incluye que, si durante el tiempo que Mefistófeles esté sirviendo a Fausto este queda complacido tanto con algo que aquel le dé, al punto de querer prolongar ese momento eternamente, Fausto morirá en ese instante. Tras este marco, Goethe desarrolla las dos historias: la relación entre Mefistófeles y Fausto y la de Fausto y Gretchen/Margarita.
El tema general es cómo la riqueza de conocimiento material acarrea sin embargo la miseria moral y espiritual. La historia de Fausto se inspira, como muchas leyendas, en hechos ciertos. Existió un tal Johann Faust que nació hacia 1490 en el sur de Alemania y se doctoró en la Universidad de Heidelberg en 1509. Tras dejar la universidad, emprendió una vida de aventuras marcada por una huida constante a causa de las múltiples acusaciones de brujería que se le hicieron. Dejó una biblioteca que incluía libros de medicina, matemáticas y magia negra. Esta pintoresca vida dio origen a la leyenda popular, aprovechada por autores de piezas de títeres y marionetas, y había servido además para inspirar leyendas populares. El primer libro sobre este mito se editó en 1587 por parte de Johannes Spiess, quien, en su prólogo, advirtió que había omitido referir fórmulas mágicas para evitar que quienes tuvieran el libro fueran acusados de brujería. Otros libros y libretos teatrales trataron el tema del pacto con el diablo para lograr el dominio sobre la naturaleza: en el teatro de títeres de los siglos XVI y XVII, la historia se cerraba siempre con los demonios llevándose a Fausto, pero Goethe alteró este argumento haciendo que se salvara Gretchen al final de la primera parte, anticipando la salvación de Fausto al término de la segunda, cuando los demonios que quieren llevarse su alma tienen que retirarse ante la llegada de una legión de ángeles. Además Goethe cambia el impulso que mueve a Fausto: el deseo que lo acercaba a la brujería no es codicia, maldad o vagancia, sino el ansia de saber, el deseo de grandeza, de plenitud, de totalidad. La moraleja que acaso tenga la obra será que ese deseo de conocimiento conlleva la miseria moral.
La obra ha sido interpretada modernamente por Walter Benjamin, por Thomas Mann en su novela Doktor Faustus y por el hijo de este, Klaus Mann en Mephisto, en la que concibe el pacto con el diablo como una metáfora del pacto de Alemania con Hitler.

## Obras

### Literarias

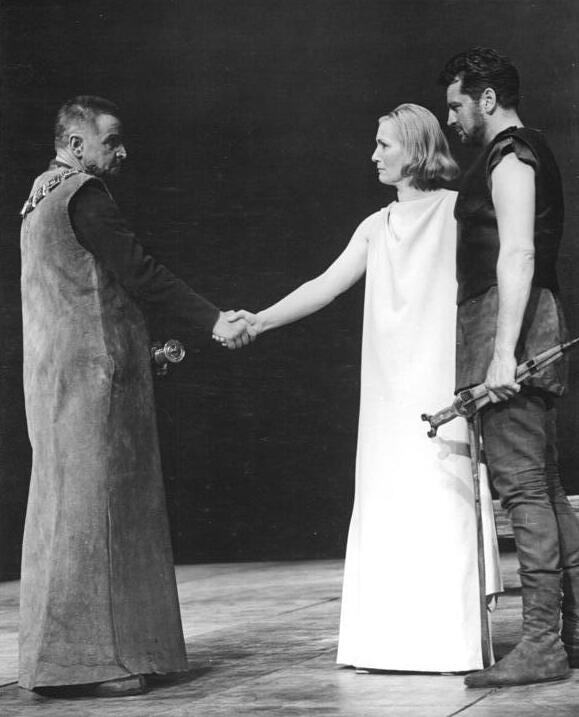
Representación de Ifigenia en Táuride: Wolfgang Langhoff, Inge Keller y Horst Drinda, Berlín (1963).

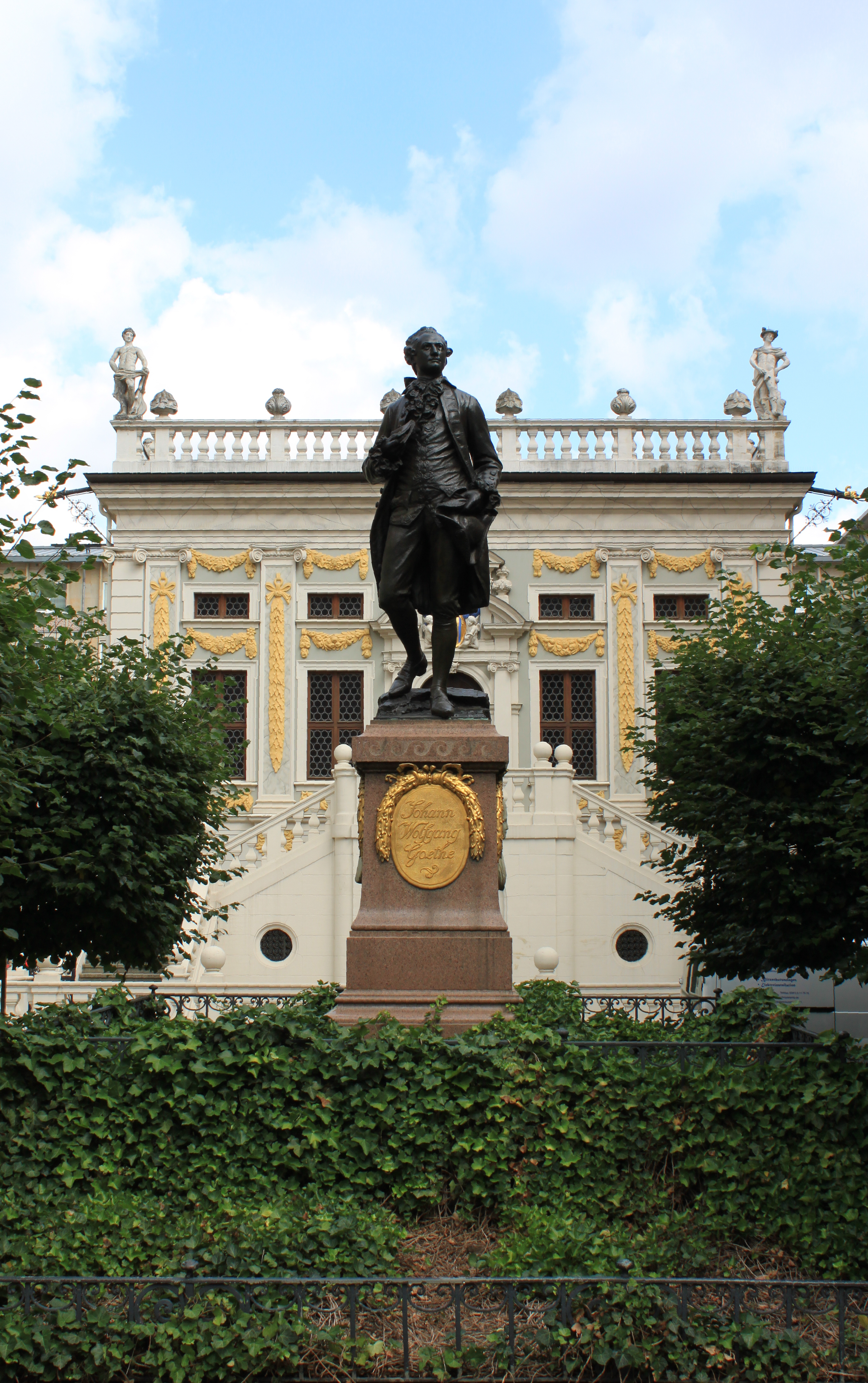
Monumento a Goethe en Leipzig.

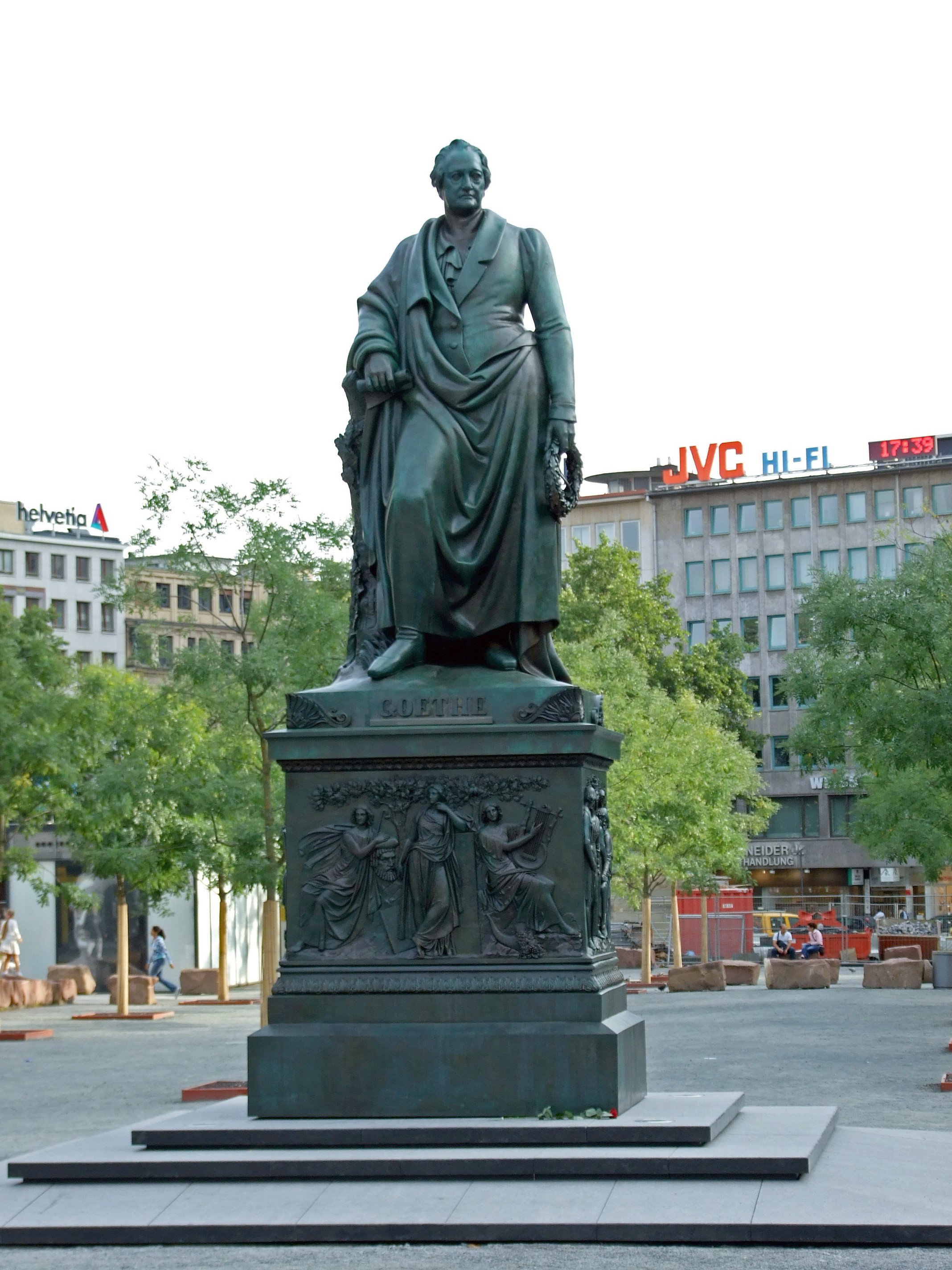
Monumento a Goethe, tras su restauración y colocación (2007) en la plaza Goethe de Fráncfort.

#### Novelas
- Las penas del joven Werther (Die Leiden des jungen Werther, 1774)
- La misión teatral de Wilhelm Meister (Wilhelm Meisters theatralische Sendung, 1777-1785; inconclusa, publicada póstumamente, 1911)
- Los años de aprendizaje de Wilhelm Meister (Wilhelm Meisters Lehrjahre, 1795-1796)
- Las afinidades electivas (Die Wahlverwandtschaften, 1809)
- Los años itinerantes de Wilhelm Meister (Wilhelm Meisters Wanderjahre, 1821)

#### Teatro
- El capricho del enamorado (1767), comedia en verso de un acto.
- Los cómplices (1768), tragedia en verso.
- Götz von Berlichingen (1773), drama.
- Clavijo (1774), drama.
- Prometeo (1774), poema.
- Stella (1775), drama.
- Ifigenia en Táuride (1787), drama en prosa, del que hizo anteriormente una versión en verso yámbico.
- Egmont (1788), drama.
- La selva negra (1789), drama teatral
- Torquato Tasso (1790), drama.
- El gran Copto (1792), obra en cinco actos.
- Fausto, primera parte, (1808), drama
- Fausto, segunda parte, (1832), drama (póstumo)

#### Poesía
- Elegías romanas (Römische Elegien, 1795), poemas
- Epigramas venecianos (1796), poema
- La novia de Corinto (1797), poema
- Hermann y Dorothea (1798), idilio épico en verso
- Diván de Oriente y Occidente (Westöstlicher Diwan, 1819), poemas
- Elegía de Marienbad (Marienbader Elegie, 1823), poema

#### Autobiografía
- Poesía y verdad, parte I (Aus meinem Leben: Dichtung und Wahrheit, 1811).
- Poesía y verdad, parte II (Aus meinem Leben: Dichtung und Wahrheit,1833).

#### Viajes
- Viaje a Italia (Italienische Reise, 1816)

### Científicas

#### Morfología
El pensamiento científico de Goethe, como el literario, es también muy original. Aunque a menudo ha sido considerado como uno de los representantes más destacados de la Naturphilosophie, en realidad su producción científica se sitúa entre el romanticismo y el clasicismo, desmarcándose, por ejemplo, de los excesos especulativos de Schelling.
La morfología de Goethe se construye en torno a dos conceptos nucleares: el tipo y la metamorfosis: 
- En lo que concierne al tipo, destacan sus trabajos sobre el hueso intermaxilar, cuya existencia demostró común a todos los vertebrados. Este fue un descubrimiento fundamental, pues probaba la existencia de un tipo osteológico común a todos los vertebrados.
- El concepto de metamorfosis fue desarrollado en el campo de la morfología vegetal. Según la teoría goetheana, todos los órganos florales de las plantas son variaciones de una forma original de donde se derivan por metamorfosis.

En La metamorfosis de las plantas (Versuch die Metamorphose der Pflanzen zu erklären), publicada en 1790, Goethe presenta todas las estructuras vegetales como variaciones de la hoja, entendida como una estructura ideal. Goethe comienza con los cotiledones, a los que considera hojas imperfectas. Estos últimos, bajo la influencia generativa y cada vez más refinada de la savia, se metamorfosean en los sépalos, los pétalos, los estambres y los pistilos. De este modo, todos los órganos vegetales se conciben como apéndices idénticos, variedades de un apéndice vegetal abstracto, que difieren entre sí por su forma y grado de expansión.
Sus ideas acerca de las plantas y la morfología y homología animal fueron desarrolladas por diversos naturalistas decimonónicos, entre ellos Charles Darwin.

#### Mineralogía
Goethe estuvo muy interesado en la geología, y particularmente en la mineralogía, reuniendo una gran colección de minerales y fósiles, que actualmente todavía se conserva, y que consta de más de 9000 ejemplares. En reconocimiento de su labor como estudioso, Lenz dio el nombre de götit (actualmente, en español, goethita) a un mineral de hierro.

#### La teoría de los colores
- Teoría de los colores (Zur Farbenlehre, 1810).

## En el cine
| Año  | Película                   | Director                          | Actor          |
| ---- | -------------------------- | --------------------------------- | -------------- |
| 1989 | Historia de una revolución | Roberto Enrico Richard T. Heffron | Hanns Zischler |

## Edición en castellano
- La metamorfosis de las plantas. Ediciones Atalanta. 2020. ISBN 978-84-120743-4-5.
- Fausto. Madrid: Debolsillo. 2013. ISBN 978-84-903-2397-7.
- Fausto. Madrid: Espasa-Calpe. 2009. ISBN 978-84-670-3040-2.
- Fausto. Madrid: Abada. 2009. ISBN 978-84-96775-54-1.
- Epigramas venecianos. Madrid: Hiperión. 2008. ISBN 978-84-7517-913-1.
- Elegías romanas. Madrid: Hiperión. 2008. ISBN 978-84-7517-911-7.
- Las afinidades electivas. Barcelona: Mondadori. 2007. ISBN 978-84-397-2054-6.
- Don Juan y Fausto. Madrid: Ediciones Cátedra. 2007. ISBN 978-84-376-2357-3.
- Fausto. Madrid: Alianza Editorial. 2006. ISBN 978-84-206-6010-3.
- Conversaciones de emigrados alemanes. Valladolid: Alba Editorial. 2006. ISBN 978-84-8428-294-5.
- Los sufrimientos del joven Werther. Barcelona: DeBolsillo. 2006. ISBN 978-84-8346-126-6.
- Las desventuras del joven Werther. Barcelona: Editorial Juventud. 2004. ISBN 978-84-261-3413-4.
- Fausto. Colección Booket. Traducción de José María Valverde. Barcelona: Editorial Planeta. 2003. ISBN 978-84-08-04790-2.
- Las penas del joven Werther: cartas desde Suiza. Madrid: Editorial Gredos. 2002. ISBN 978-84-249-2356-3.
- Viaje a Italia. Barcelona: Ediciones B. 2001. ISBN 978-84-406-9801-8.
- Las afinidades electivas. Madrid: Ediciones Cátedra. 1999. ISBN 978-84-376-1723-7.
- Poesía y verdad: de mi vida. Barcelona: Alba Editorial. 1999. ISBN 978-84-89846-54-8.
- Las desventuras del joven Werther (6ª edición). Madrid: Ediciones Cátedra. 1989. ISBN 978-84-376-0407-7.
- Fausto, primera parte. Traducción de Teodoro Llorente. Muy ilustrada. Barcelona: Montaner y Simón, editores. 1905.